# Alexander Dmitrijewitsch Klezkow
Alexander Dmitrijewitsch Klezkow (russisch Александр Дмитриевич Клецков; * 16. August 1955 in der Oblast Brjansk) ist ein russischer Vizeadmiral. Er war von August 2007 bis Juli 2010 Kommandeur der russischen Schwarzmeerflotte.

## Leben
Klezkow absolvierte 1978 die Kaliningrader Offiziershochschule der Sowjetischen Seekriegsflotte. Er begann den Dienst in der Flotte als Erster Offizier und Kommandeur des Navigationsgefechtsabschnittes (GA-1) auf dem Minenräumboot Altaiskij Komsomolez, das in der Tallinner Marinebasis stationiert war. Anschließend wurde er Kommandant des Minenräumbootes Komsomolez Estonii. Von 1983 bis 1998 diente er als Stabschef und Kommandeur einer Minenräumbootdivision der Marinebasis Baltijsk, als Stabschef und Kommandeur einer Küstenschutzschiffseinheit sowie als Stabschef und stellvertretender Kommandeur einer Schiffseinheit der Leningrader Marinebasis.
1989 absolvierte Klezkow die Seekriegsakademie. Von 1998 bis 2001 fand er als Stabschef der Baltischen Marinebasis (Baltijsk) Verwendung. 2003 schloss er erfolgreich die Militärakademie des Generalstabes der Russischen Streitkräfte ab und kommandierte im Anschluss bis 2005 die Baltische Marinebasis. Danach wurde er Stabschef der Baltischen Flotte. Auf Erlass des Präsidenten der Russischen Föderation Nr. 917 vom 17. Juli 2007 und Befehl Nr. 834 des Russischen Verteidigungsministeriums vom 18. Juli 2007 wurde Klezkow als Kommandeur der Schwarzmeerflotte eingesetzt.
Unter seinem Kommando von 2007 bis 2010 geschahen eine Reihe medienwirksamer Ereignisse. Von ukrainischer Seite gab es 2007, 2008 und 2009 erfolglose Versuche, das Radionavigationssystem des Typs Mars-75 bei Henitschesk unter eigene Kontrolle zu bekommen. Die ukrainische Staatsanwaltschaft berief sich auf ein Urteil des Obersten Wirtschaftsgerichts der Ukraine vom Februar 2003, in dem die Übertragung der Station vom russischen Verteidigungsministerium zu einer Einrichtung des ukrainischen Verkehrsministeriums erfolgen sollte. Klezkow leitete während des Kaukasuskrieges 2008 zwischen Georgien, Russland sowie den international nicht anerkannten Republiken Südossetien und Abchasien die in den Konflikt involvierte Schwarzmeerflotte.
Am 2. Juli 2010 wurde Klezkow seines Postens enthoben.

## Auszeichnungen
- Orden „Für militärische Verdienste“
- Medaille „Für Verdienste im Kampf“
- weitere Medaillen
- Ehrenbürger der Stadt Alexin[5]